# Vela nos Jogos Pan-Americanos de 2023 - ILCA 6
A classe ILCA 6 da vela nos Jogos Pan-Americanos de 2023 foi disputada entre 28 de outubro e 4 de novembro de 2023 na Confraria Náutica do Pacífico, em Algarrobo. Um total de 17 velejadoras de 16 Comitês Olímpicos Nacionais (CON) participaram do evento.

## Calendário
Horário local (UTC−3).
| Data          | Hora  | Fase             |
| ------------- | ----- | ---------------- |
| 28 de outubro | 14:13 | Regatas 1 e 2    |
| 30 de outubro | 13:11 | Regatas 3, 4 e 5 |
| 31 de outubro | 15:01 | Regata 6         |
| 1 de novembro | 14:13 | Regatas 7 e 8    |
| 2 de novembro | 16:07 | Regatas 9 e 10   |
| 4 de novembro | 12:43 | Medal Race       |

## Medalhistas
| Ouro   | USA Erika Reineke   |
| Prata  | CAN Sarah Douglas   |
| Bronze | ARG Luciana Cardozo |

## Resultados
Estes foram os resultados obtidos da competição, com os descartes entre parênteses:
| Pos.              | Velejadoras          | CON                                 | Regata | Regata | Regata | Regata   | Regata   | Regata | Regata | Regata | Regata | Regata | Regata | Pts. Tot. | Pts. Net |
| Pos.              | Velejadoras          | CON                                 | 1      | 2      | 3      | 4        | 5        | 6      | 7      | 8      | 9      | 10     | M      | Pts. Tot. | Pts. Net |
| ----------------- | -------------------- | ----------------------------------- | ------ | ------ | ------ | -------- | -------- | ------ | ------ | ------ | ------ | ------ | ------ | --------- | -------- |
| Medalha de ouro   | Erika Reineke        | USA Estados Unidos                  | 2      | 1      | 1      | 1        | 1        | 2      | 1      | 1      | 1      | 4      | 2      | 17        | 13       |
| Medalha de prata  | Sarah Douglas        | CAN Canadá                          | 1      | 2      | 4      | 2        | 2        | 1      | 4      | 4      | 2      | 3      | 4      | 29        | 25       |
| Medalha de bronze | Luciana Cardozo      | ARG Argentina                       | 3      | 3      | 3      | 4        | 3        | 5      | 5      | 2      | (6)    | 1      | 6      | 41        | 35       |
| 4                 | Dolores Moreira      | URU Uruguai                         | 4      | 4      | 2      | 5        | 4        | (8)    | 6      | 5      | 4      | 2      | 10     | 54        | 46       |
| 5                 | Florencia Chiarella  | PER Peru                            | 5      | 5      | 6      | 3        | (18) OCS | 3      | 2      | 8      | 5      | 7      | 8      | 70        | 52       |
| 6                 | Elena Oetling        | MEX México                          | (11)   | 8      | 5      | 6        | 6        | 7      | 3      | 9      | 3      | 8      | —      | 66        | 55       |
| 7                 | Gabriella Kidd       | BRA Brasil                          | 6      | 6      | 7      | 7        | 7        | 4      | 8      | 3      | 7      | (10)   | —      | 65        | 55       |
| 8                 | Agustina Jordan      | CHI Chile                           | 7      | (10)   | 10     | 8        | 8        | 10     | 7      | 7      | 8      | 5      | —      | 80        | 70       |
| 9                 | Cristina Castellanos | EAI Equipe de Atletas Independentes | 10     | 9      | 9      | 9        | 9        | 6      | (11)   | 6      | 11     | 9      | —      | 89        | 78       |
| 10                | Adriana Penrudocke   | BER Bermudas                        | 9      | 7      | (11)   | 11       | 5        | 11     | 9      | 11     | 10     | 6      | —      | 90        | 79       |
| 11                | Daniela Rivera       | VEN Venezuela                       | 8      | (11)   | 8      | 10       | 10       | 9      | 10     | 10     | 9      | 11     | —      | 96        | 85       |
| 12                | Charlotte Webster    | CAY Ilhas Cayman                    | 12     | 12     | (13)   | 12       | 11       | 12     | 13     | 12     | 12     | 12     | —      | 121       | 108      |
| 13                | Marina Escudero      | PUR Porto Rico                      | (14)   | 13     | 12     | 13       | 12       | 13     | 14     | 13     | 13     | 14     | —      | 131       | 117      |
| 14                | Agnese Caiafa        | URU Uruguai                         | 13     | 14     | 14     | 14       | 13       | 14     | 12     | 14     | (15)   | 13     | —      | 136       | 121      |
| 15                | Darling Alfaro       | ESA El Salvador                     | 16     | 15     | 16     | 16       | 15 STP   | 15     | (17)   | 15     | 14     | 15     | —      | 154       | 137      |
| 16                | Lisbetzy Rojo        | CUB Cuba                            | 16 STP | 16     | 15     | 15       | (18) DNC | 16     | 15     | 16     | 17     | 18 DNS | —      | 162       | 144      |
| 17                | Scarlett Hadley      | VIN São Vicente e Granadinas        | 17     | 17     | 17     | (18) DNC | 18 DNC   | 17     | 16     | 17     | 16     | 16     | —      | 169       | 151      |

Legenda
| - DSQ = Desclassificação; - DNE = Desclassificação não descartável; - RET = Retirou-se da regata; | - DNC = Não compareceu na área de largada; - DNS = Não largou; - STP = Penalidade padrão; | - UFD = Desclassificação por bandeira "U"; - BFD = Desclassificação por bandeira preta; - OCS = Queima de largada. |